# Timón de profundidad

Cabeceo, movimiento causado por el timón de profundidad.

El timón de profundidad es una superficie estabilizadora, por lo general situado en la parte trasera de una aeronave, que controla la orientación de la aeronave cambiando el cabeceo, y también el ángulo de ataque del ala. En otras palabras, el timón de profundidad hace ascender o descender la aeronave. Un aumento del ángulo de ataque causará una sustentación mayor, al ser producida por el perfil del ala, y una disminución de la velocidad de la aeronave. Una disminución en el ángulo de ataque, producirá un aumento en la velocidad. Los timones de profundidad pueden ser las únicas superficies de control del cabeceo de la aeronave (stabilator), o puede ser móvil con respeto a una superficie fija o ajustable llamada estabilizador. 
El ala trasera en la que están adheridos los timones de profundidad tienen el efecto contrario de una ala. Por lo general, crean una presión descendente que contrarresta el desequilibrio del momento debido a que el centro de gravedad del avión no está situado exactamente en el centro de presión resultante, que además de la elevación generada por el ala principal incluye los efectos de arrastre y el empuje del motor. Un timón de profundidad disminuye o aumenta la fuerza descendente creada por la parte trasera del ala. Una mayor fuerza descendente, producida por un timón de profundidad hacia arriba, fuerza a la cola del avión a ir hacia abajo y a la nariz del avión a ir hacia arriba y la velocidad se reduce (es decir, el ala funcionará en un mayor ángulo de ataque, lo que produce una mayor sustentación, por lo que la elevación requerida es producida a una velocidad menor). Una disminución de fuerza descendente en la cola, producida por un timón de profundidad hacia abajo, permite que la cola se eleve y la nariz baje. El resultado de un ángulo inferior de ataque ofrece una menor sustentación, por lo que la nave debe moverse más rápido (ya sea mediante la adición de más fuerza en los motores o al entrar en un descenso) para producir la elevación necesaria. Por lo tanto el ajuste del timón de profundidad, determina la velocidad de equilibrio del avión - una posición determinada del timón de profundidad solo tiene una velocidad en la que la aeronave se mantendrá en una constante condición desacelerada. 
En algunos aviones las superficies de control de cabeceo, inclinación o balanceo (según se entienda) están en el frente, por delante del ala; este tipo de configuración se llama canard, la palabra francesa para pato. Los primeros aeroplanos de los Hermanos Wright eran de este tipo. El tipo canard es más eficiente, ya que la superficie delantera por lo general se requiere para producir un empuje hacia arriba (en lugar de una fuerza descendente como con la cola de un avión) para equilibrar el momento del balanceo. El ala principal es menos probable que entre en pérdida, ya que la superficie de control está configurada para esa pérdida antes del ala, causando un cabeceo bajo y la reducción del ángulo de ataque del ala.

## Imágenes

Plano de control y movimiento. El movimiento del timón es inverso al movimiento del morro del avión.
Cola de un Airbus A380, con indicación de la 'elevador' ("Stabilizer" medios estabilizador)
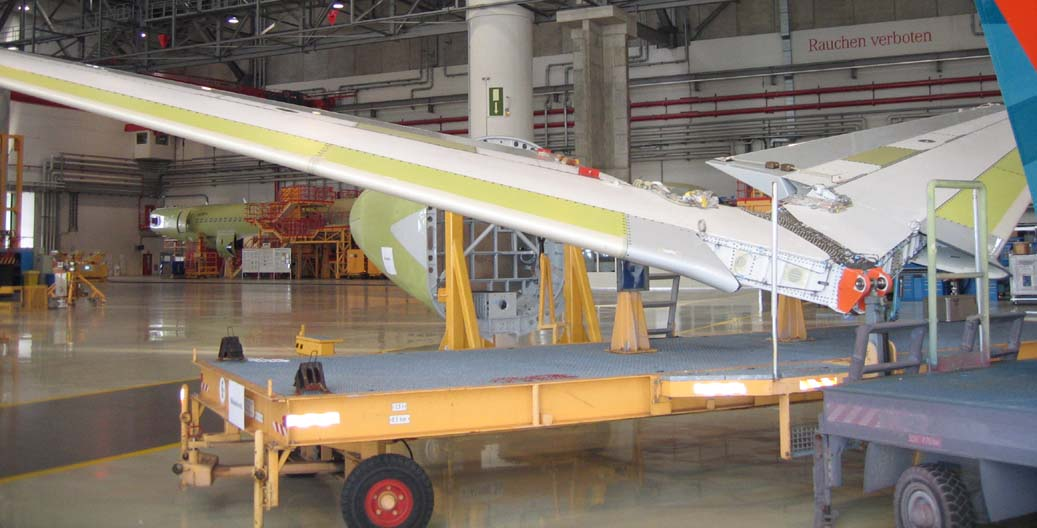
pre-instalado elevadores para un pequeño Airbus. El elevador es la superficie de plata en la mano derecha de la imagen, inmediatamente por debajo de los tubos rojos a la fábrica de pared